# Václav Wittner

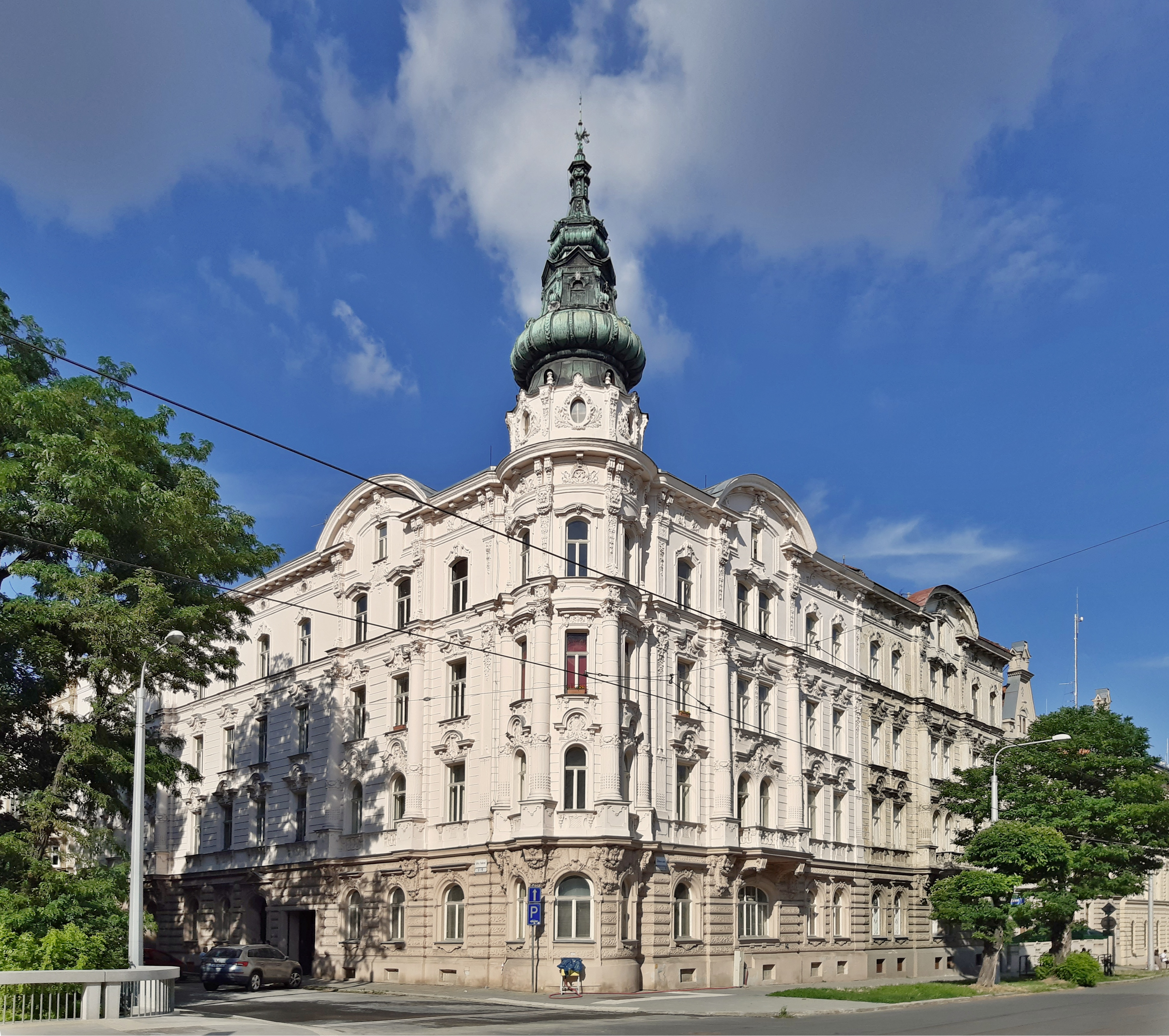
Vlastní nájemní dům Václava Wittnera, sídlo jeho stavební firmy, Olomouc, 1897

Václav Wittner (11. října 1861 v Krušovicích – 8. října 1912 v Olomouci) byl český architekt a stavitel, autor a spoluautor mnoha obytných i veřejných budov na Moravě, především v Olomouci.

## Život
Vystudoval stavební průmyslovou školu v Praze, poté působil jako asistent na Moravě u stavitelů Čeňka Venclíka v Prostějově a Otto Zemana v Bystřici pod Hostýnem. Od roku 1892 přesídlil do Olomouce, kde provozoval stavební firmu se společníkem inženýrem Vladimírem Kabeláčem, od roku 1896 samostatně. Byl aktivním členem českých vlasteneckých spolků, mj. navrhoval a spolufinancoval mateřské a obecné školy pro Matici školskou a finančně podporoval chudé české studenty. Díky osobní známosti s P. Antonínem Cyrilem Stojanem řadu let realizoval stavby pro katolickou církev, mj. při opravách a dostavbě poutního areálu na Svatém Hostýně.
Významně se podílel na zakládání českých družstevních podniků na Hané, mj. Hanáckého akciového pivovaru rolnického v Holici, rolnické družstevní mlékárny v Dubu nad Moravou, hanácké sladovny v Brodku u Přerova ad., byl v těchto podnicích také akcionářem.
Zemřel v 50 letech na encefalitidu. Je pohřben v rodinné hrobce na hlavní aleji Ústředního hřbitova v Olomouci-Neředíně.

## Dílo
Navrhl a postavil velké množství obytných, užitných, průmyslových, školních a sakrálních staveb ve stylu historismu. Poznávacím znamením Wittnerových staveb byly zejména neobarokní, bohatě dekorované fasády, často zdůrazněné nárožní okrouhlou věží. U školních staveb a nájemních domů často opakovaně používal stejný projekt, lišící se pouze v detailech a dekoraci fasád.

## Soupis realizací
Veškeré údaje čerpají ze soupisu díla podle Jana Jeništy.

### Olomouc
- 1892 – škola Matice školské na Bělidlech, Táboritů 25

- 1893 – rekonstrukce velkého dřevěného mostu před býv. Kateřinskou branou (nedochováno)

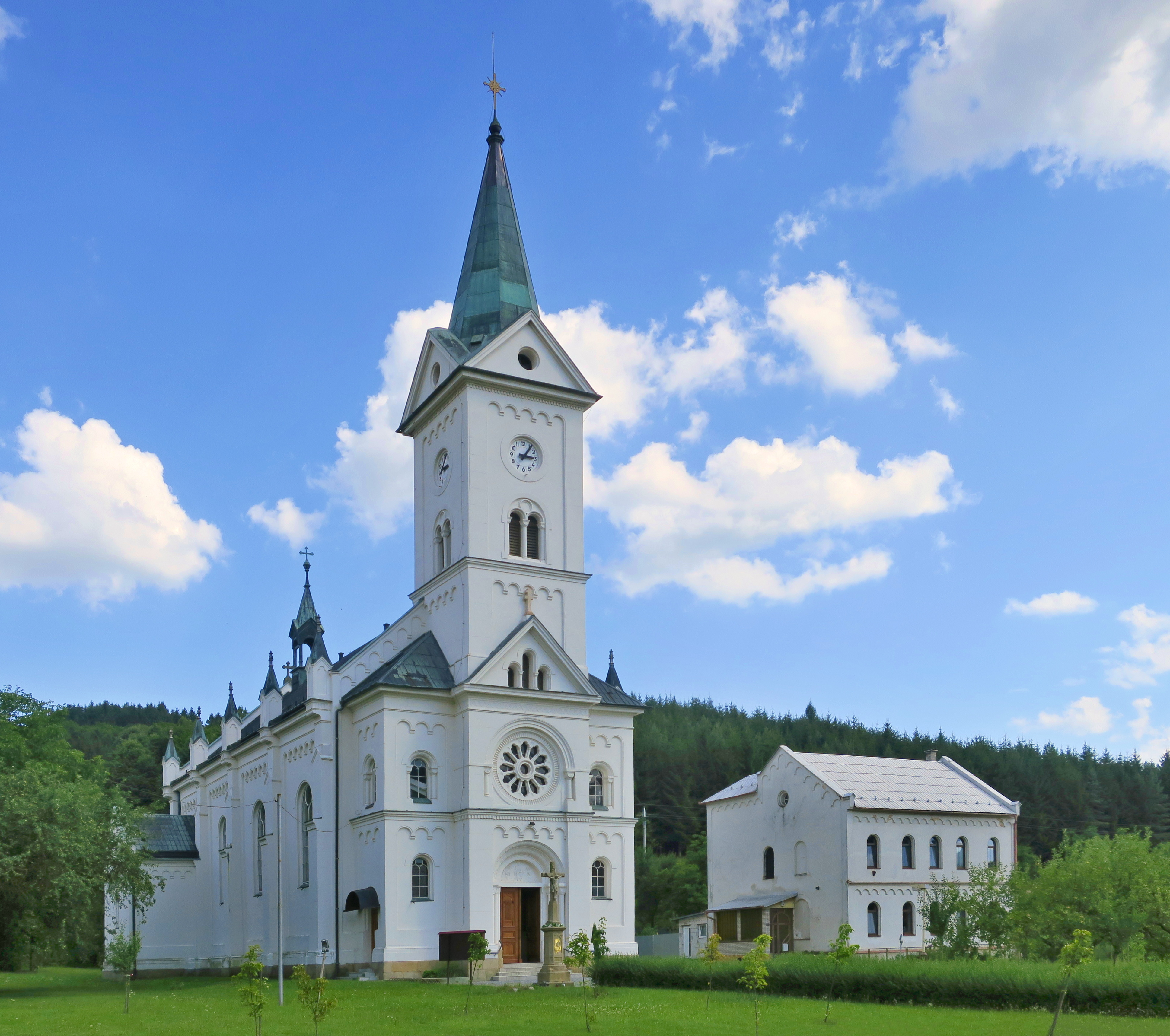
Kostel Navštívení Panny Marie s farní budovou v Trnavě u Zlína, 1904–1911.

- Gymnázium ve Vyškově, 1901–1902Kostel Navštívení Panny Marie s farní budovou v Trnavě u Zlína, 1904–1911.1894 – přestavba a rozšíření sladovny Hermanna Bracha v Olomouci-Bělidlech, Divišova 2

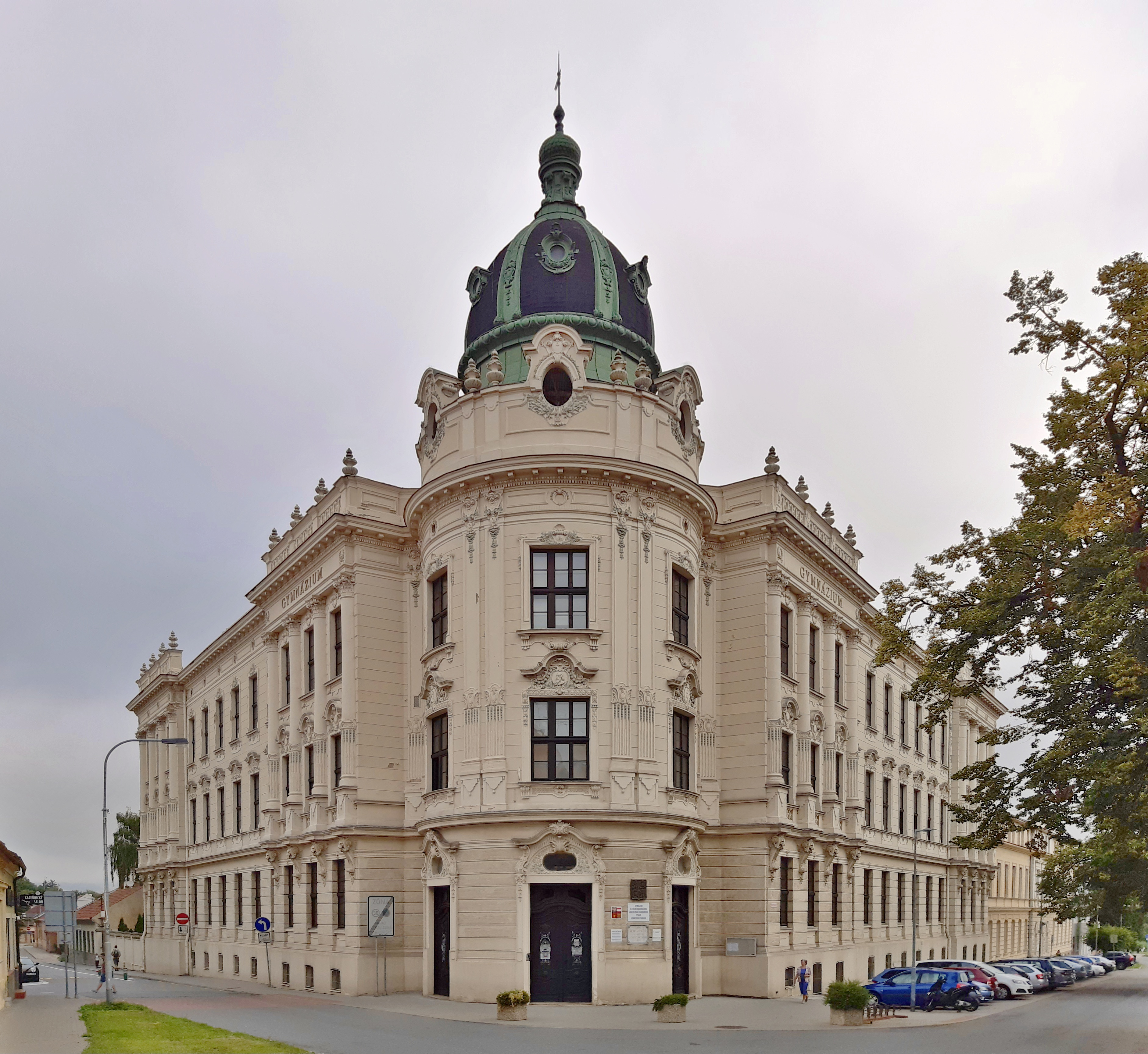
Gymnázium ve Vyškově, 1901–1902

- 1895–1896 – přestavba domu Občanské záložny, Dolní nám. 29 (nedochováno)
- 1895 – Nájemní dům Floriána Kašlika, Palackého 15
- 1895–1896 – Nájemní dům Hermanna Bracha (návrh Jakob Gartner), Žižkovo nám. 3
- 1896–1897 – Hanácký akciový pivovar rolnický v Holici, Sladkovského 32
- 1897 – Nájemní dům Ignatze Fleischera, Ztracená 7
- 1897 – Nájemní dům Václava Wittnera, Žižkovo nám. 2, Tř. J. z Poděbrad 7, 9
- 1897 – Nájemní dům Julia Molitora, Tř. J. z Poděbrad 5
- 1897–1898 – Nájemní dům Františka Matušky, Tř. J. z Poděbrad 3 (stavěl Karel Starý podle Wittnerova návrhu)
- 1898 – Úpravy zahrady Hanáckého pivovaru v Holici pro pivovarskou restauraci, Sladkovského 32 (nedochováno)
- 1898–1899 – Nájemní vila Aloise Hávy, Mozartova 8
- 1899–1900 – Nájemní dům Václava Wittnera, Nešverova 4 a Vídeňská 11
- 1901 – Nájemní dům Václava Wittnera, Javoříčská 5
- 1903–1904 – Nájemní domy Anny a Václava Wittnerových, Komenského 15 a 17
- 1905 – Dostavba východního křídla české reálky, Sokolská 19
- 1906 – Nájemní dům Václava Wittnera, Masarykova 8
- 1909 – stavba kamenického závodu Jaroslava Leo Urbana, Olomouc-Hodolany, Tovární ul. (nedochováno)
- 1910–1911 – Mateřská škola (opatrovna) Matice školské – Blahoslavova 2

### Mimo Olomouc
- 1890 – obnova fasád poutního kostela na Svatém Hostýně
- 1893 – obecná škola v Rymicích
- 1894 – Hanácká sladovna v Brodku u Přerova
- 1894 – obecná škola v Bystročicích
- 1895 – obecná škola ve Skašticích
- 1895–1896 – Akciový pivovar se sladovnou v Jevíčku
- 1895 – obecná škola v Tršicích (podle plánů stavitele J. Poláčka)
- 1897 – Kaple sv. Kříže s rozhlednou na Svatém Hostýně
- 1898 – obecná škola v Samotiškách
- 1898 – Rolnická družstevní mlékárna v Dubu nad Moravou (nedochováno)
- 1899 – Sladovna v Záhlinicích u Hulína
- 1898–1899 – Zemská vyšší reálka v Jevíčku
- 1900 – obilní skladiště ve Vyškově, Purkyňova 2
- 1901 – Přestavba Besedního domu pro Občanskou záložnu v Ivanovicích na Hané (nedochováno)
- 1901 – Obecní hostinec ve Vyškově-Dědicích, nám. Svobody 17
- 1901–1902 – Gymnázium ve Vyškově, Komenského 16/5
- 1902–1903 – Zemská vyšší reálná škola v Bučovicích, Součkova 500
- 1903–1905 – Zámeček hraběte Kounice v Oboře u Uherského Brodu (nedochováno)
- 1904 – nadstavba měšťanské školy v Ivanovicích na Hané (autor projektu V. Wittner, stavěl zednický mistr Ludvík Sochor z Ivanovic)
- 1904–1911 – Kostel Navštívení Panny Marie s farní budovou a hřbitovem v Trnavě u Zlína
- 1905 – Dům židovské obce s obchodem Maxe Hutha ve Slavkově u Brna, Koláčkovo nám. 681
- 1906–1908 – Kostel sv. Jakuba Staršího v Ostrožské Lhotě
- 1906–1907 – obecné a měšťanské školy ve Slavkově u Brna
- 1907–1908 – měšťanské a obchodní školy ve Vyškově
- 1909–1911 – Kostel Povýšení sv. Kříže ve Strání 1910 – obecná škola ve Strání